# Mv (UNIX)
mv（エムブイ）はPOSIXおよびSingle UNIX Specificationで規定されているコマンドである。mvは「move」の略であり、ファイルやディレクトリの移動、名前の変更をするコマンドである。

## 構文
mv [options] source destination 

mv [options] source... directory

## POSIXオプション
- -f 上書きの確認の問い合わせをしない。
- -i destination がすでに存在する場合、上書きの確認の問い合わせをする（-fと-iが両方とも指定された場合、後から指定された方のオプションが有効になる）。

## 例
| mv myfile mynewfilename | 'mynewfilename'がディレクトリでないとしてファイル名が変更される。 |
| mv myfile /myfile       | 'myfile'をカレントディレクトリからルートディレクトリに移動する。  |
| mv myfile dir/myfile    | 'myfile'をカレントディレクトリのdir配下に移動する。               |
| mv myfile dir/          | 前述と同様の意味となる。ファイル名は暗黙的におなじと扱われる。    |
| mv myfile dir/myfile2   | 'myfile'をdir/に移動し、さらにファイル名を'myfile2'に変更する。   |
| mv foo bar baz dir/     | 複数のファイルをdir/に移動する。                                  |
| mv --help               | コマンドの構文について簡潔なヘルプを表示する。（GNU の版のみ）    |
| man mv                  | 'mv'のオンライン・マニュアルを表示する。                          |

## -で始まるファイル名の変更
mvコマンドの多くの実装では、- で始まるファイル名を引数に指定する目的で、オプション終了を意味する特殊オプション(-- または -)が用意されている。例えば前者の場合、ファイル - を f に変える指定は mv -- - f とすれば良い。
ただし、これら特殊オプションが存在しなくとも、パス名を付加した mv ./- f とすることで回避可能である。
これらは cp (UNIX) や rm (UNIX) でも同様のことが言える。